# Stefan Ingvarsson (översättare)

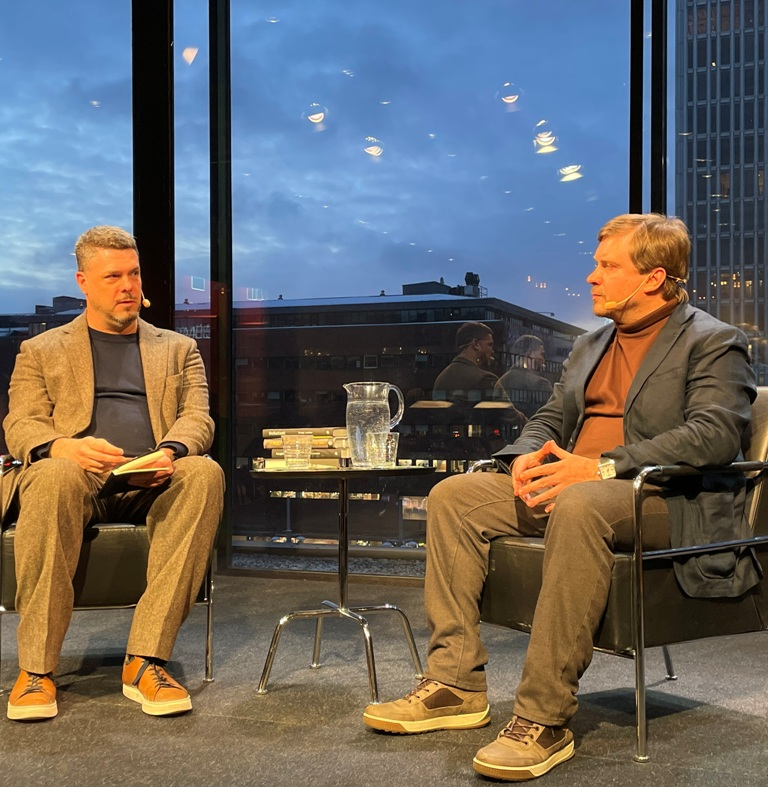
Stefan Ingvarsson samtalar med Sergej Lebedev i Kulturhuset i Stockholm 29 mars 2023.

Stefan Ingvarsson, född 1973, är en svensk översättare och kulturskribent. Han är analytiker vid Centrum för Östeuropastudier vid Utrikespolitiska institutet och var tidigare, 2015-2020, kulturråd vid Sveriges ambassad i Moskva.
Ingvarsson växte upp i Stockholm. Han studerade polska vid universitetet i Kraków i Polen. Han har översatt polsk litteratur, bland annat verk av Witold Gombrowicz och 
Michał Witkowski. Han har också introducerat polsk litteratur i Sverige som redaktör tillsammans med Irena Grönberg för Jag i första och sista person: 20 polska kvinnliga poeter (2008) och Polen berättar (2005).
Ingvarsson skrev för Expressens kultursidor fram till utnämningen till kulturråd i Moskva 2015.